# Костел Воздвиження Святого Хреста (Хмелиська)
Костел Воздвиження Святого Хреста в Хмелиськах — римсько-католицька церква в селі Хмелиську Тернопільської области України. Пам'ятка архітектури місцевого значення.

## Відомості
- 1897—1899 — збудовано каплицю коштом гміни, повіту та Львівської курії на землі, подарованій І. Розенстоком.
- 1903 — утворено парафіяльну експозитуру, яка в 1925 році перейшла в парафію.
- 1905 — споруджено парафіяльний будинок.
- 1911 — каплицю пошкодив землетрус.
- 19 травня 1930 — місце розібраної каплиці освячено, розпочато будівництво костелу.
- 1931—1938 — тривало спорудження костелу за кошти Курії, Фонду Праці та парафіян (проєкт архітектора Ян Кароль Зубжицький-Сас); освячений 18 вересня 1938 р.
- 1940-і-1990-і — радянська влада використовувала як складське приміщення.